# Кім Хван Хі
Кім Хван Хі (кор. 김환희) — південнокорейська акторка.

## Біографія
Кім Хван Хі розпочала свою акторську кар'єру у 2008 році коли їй лише виповнилося 6 років. У наступні декілька років вона постійно знімалася в фільмах та серіалах. Підвищенню впізнаваємості юної акторки сприяла одна з головних ролей в трилері «Крик» 2016 року, в якому вона вдало зіграла доньку головного героя в яку вселяється злий дух. Ця роль принесла Хван Хі нагороди «Краща нова акторка» двох престижних корейських кінопремій. У наступному році вона зіграла одну з головних ролей в підлітковій драмі «Солодка помста». Навесні 2018 року Хван Хі отримала роль в фентезійному серіалі «Диво, яке ми зустріли», в якому вона зіграла дівчину що втратила батька, ця роль принесла їй нагороду Краща юна акторка щорічної премії KBS драма. У тому ж році молода акторка зіграла головну роль в фільмі «Дівчина середньої школи А», який знятий за мотивами популярного в Кореї вебкоміксу. Навесні 2020 року очікується прем'єра серіалу «Я знайду тебе в прекрасний день» в якому знімається Хван Хі.

## Фільмографія

### Телевізійні серіали
| Рік  | Назва                                        | Роль                                        | Мережа    |
| ---- | -------------------------------------------- | ------------------------------------------- | --------- |
| 2008 | «Грабіжник»                                  | Чан Ю Чжін                                  | SBS       |
| 2008 | «Не плач моє кохання»                        | Ім Юн Чжі                                   | MBC       |
| 2009 | «Непереможний Лі Пьон Кан»                   | Лі Пьон О                                   | KBS2      |
| 2010 | «Родина Чо Ин Чжі»                           | Чо Ин Чжі                                   | MBC       |
| 2011 | «Вірю в кохання»                             | Кім Ран Ї                                   | KBS2      |
| 2011 | «Наші щасливі дні молоді» (спеціальна драма) | Даль Ре                                     | KBS2      |
| 2011 | «Мій один єдиний»                            | Юн Ї Ран                                    | KBS1      |
| 2011 | «Моя мати і її гість»                        | Ок Хі                                       | KBS1      |
| 2011 | «Ти тут, ти тут, ти насправді тут»           | Чу Рі                                       | MBN       |
| 2012 | «Відповідь у 1997»                           | юна Сон Сі Вон                              | tvN       |
| 2012 | «У-ла-ла пара»                               | донька Лі Бек Хо                            | KBS2      |
| 2013 | «Ти найкраща!»                               | Хан Ву Чжу                                  | KBS2      |
| 2013 | «Проблеми підліткового віку»                 | молодша сестра Шин Йон Бок (камео, 3 серія) | KBS2      |
| 2014 | «Очі янгола»                                 | Бо Рам (камео)                              | SBS       |
| 2015 | «О, мій привид»                              | Юн Че Хі (камео, 8 серія)                   | tvN       |
| 2016 | «На шляху до аеропорту»                      | Пак Хьо Ин                                  | KBS2      |
| 2017 | «Солодка помста»                             | Чан Док Хі                                  | oksusu TV |
| 2018 | «Диво, яке ми зустріли»                      | Сон Чі Су                                   | KBS2      |
| 2019 | «Чудовий світ»                               | Пак Су Хо                                   | JTBC      |
| 2020 | «Я знайду тебе в прекрасний день»            | Ім Хві                                      | JTBC      |
| 2021 | «Ось мій план»                               | Лі Со Хьон                                  | MBC       |

### Фільми
| Рік  | Назва                       | Роль      |
| ---- | --------------------------- | --------- |
| 2011 | «Нічна риболовля»           |           |
| 2011 | «Диво»                      |           |
| 2013 | «Народжений співати»        | Мун Бо Рі |
| 2016 | «Крик»                      | Хьо Чжін  |
| 2018 | «Дівчина середньої школи А» | Чан Мі Рє |
| 2022 | Доброго ранку               | Су Мі     |

## Нагороди
| Рік  | Нагорода                                | Категорія                                         | Робота                              | Результат | Прим.  |
| ---- | --------------------------------------- | ------------------------------------------------- | ----------------------------------- | --------- | ------ |
| 2011 | 25-та Премія KBS драма                  | Краща юна акторка                                 | «Вірю в кохання», «Мій один єдиний» | Перемога  | [ 6 ]  |
| 2013 | 27-ма Премія KBS драма                  | Краща юна акторка                                 | «Ти найкраща!»                      | Номінація |        |
| 2016 | 37-ма Кінопремія Блакитний дракон       | Краща нова акторка                                | «Крик»                              | Номінація |        |
| 2016 | 53-тя Премія Великий дзвін              | Краща нова акторка                                | «Крик»                              | Перемога  | [ 7 ]  |
| 2016 | Премія Корейської асоціації кіноакторів | Краща нова акторка                                | «Крик»                              | Перемога  | [ 8 ]  |
| 2016 | 30-та Премія KBS драма                  | Краща юна акторка                                 | «На шляху до аеропорту»             | Номінація |        |
| 2017 | 53-тя Премія мистецтв Пексан            | Краща нова кіноакторка                            | «Крик»                              | Номінація |        |
| 2018 | 32-га Премія KBS драма                  | Краща юна акторка                                 | «Диво, яке ми зустріли»             | Перемога  | [ 9 ]  |
| 2021 | Премія MBC драма                        | Нагорода за майстерність (акторка короткої драми) | «Ось мій план»                      | Перемога  | [ 10 ] |